# Aeroportul Arroyo Barril
Aeroportul Arroyo Barril (IATA: EPS, ICAO: MDAB) este un aeroport din Samaná⁠(d), Samaná Province⁠(d), Republica Dominicană ce deservește zona Samaná⁠(d).
Situat la o altitudine de 17 m, aeroportul dispune de o singură pistă.